# Patrick Hürlimann
Patrick Hürlimann   (Zug, 9 de juliol de 1963) és un jugador de cúrling suís, ja retirat, que va competir a finals del segle xx, i vicepresident de la Federació Mundial de Cúrling.
El 1998 va guanyar la medalla d'or en la competició de cúrling als Jocs Olímpics d'Hivern de Nagano. En el seu palmarès també destaquen tres medalles als Campionats del Món de cúrling. Una vegada retirat va exercir d'entrenador.
El 2010 va ser escollit vicepresident de la Federació Mundial de Cúrling i el 2014 va ser inclòs al Saló de la Fama de la Federació Mundial de Cúrling.
Està casat amb la també jugadora de cúrling Janet Hürlimann.